# Crêpière

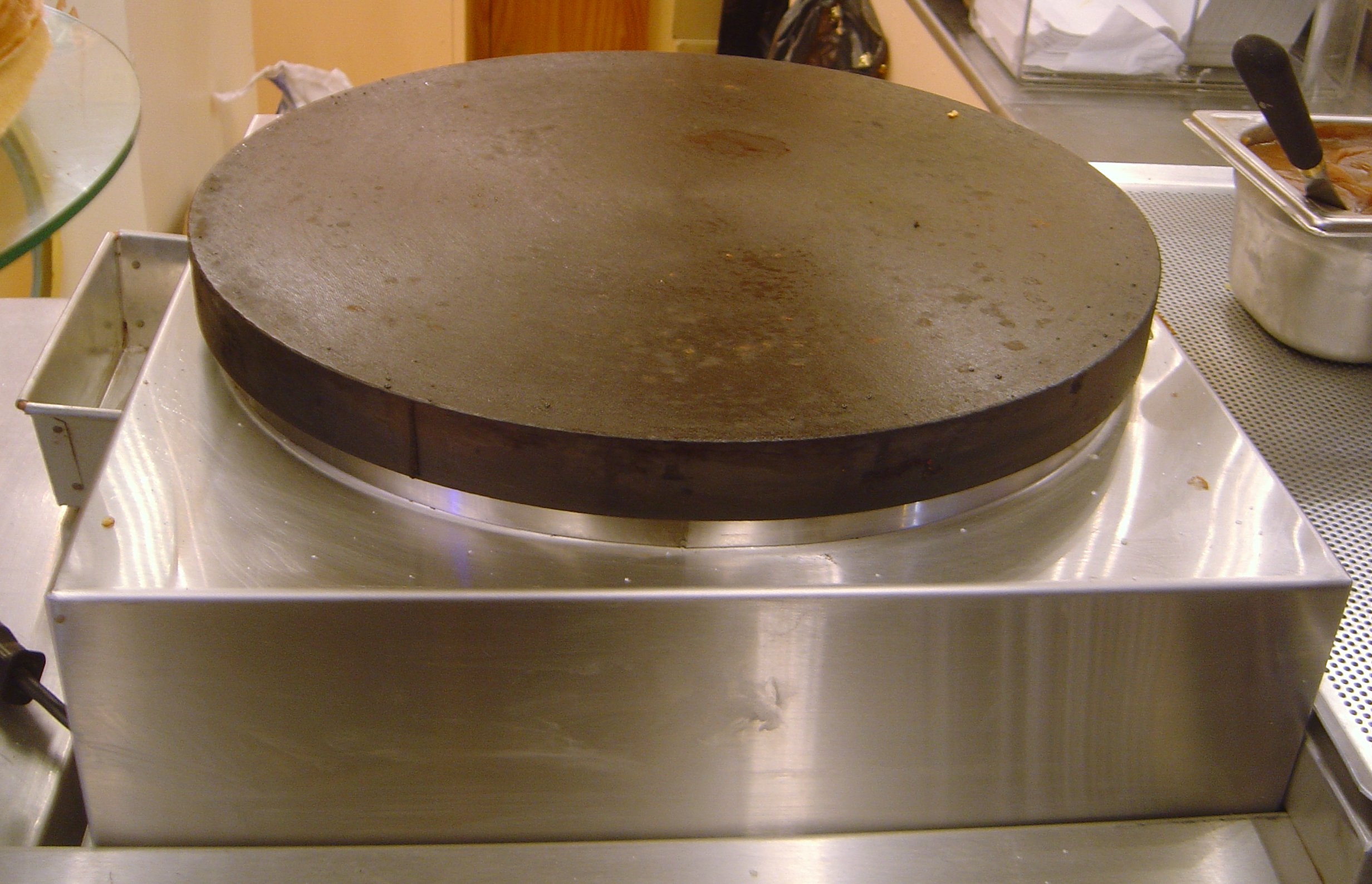
Gastronomie-Crêpière

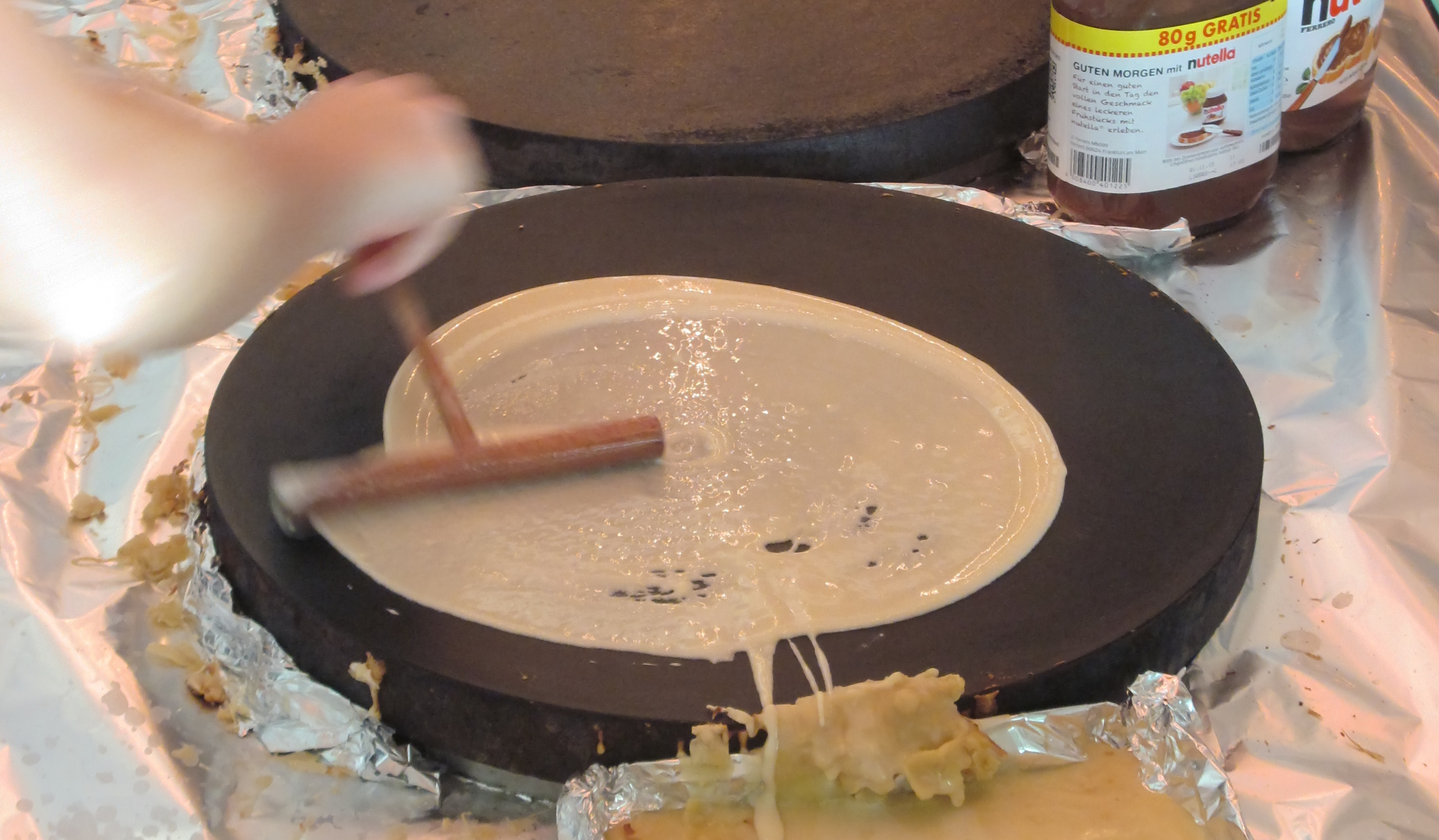
Ausstreichen eines Crêpes-Teigs auf einer heißen Crêpière mit einem Rozell

Eine Crêpière (bretonisch Billig, in der unteren Bretagne pillig) ist eine beheizbare kreisrunde Platte zum Backen von Crêpes und Galettes.
Das Gerät stammt aus der Bretagne, es gibt Ausführungen mit Gas- oder Elektro-Erhitzung, traditionell sind die Platten gusseisern. Für den Hausbedarf gibt es auch Platten mit Antihaftbeschichtung oder emailliert, wodurch sich die gebackenen Galettes vermeintlich leichter von der Heizplatte lösen lassen. Die im gastronomischen Bereich eingesetzten Platten haben meistens einen Durchmesser von 40 cm, während preisgünstige Platten für den Heimbedarf etwa 33 cm Durchmesser haben. Eine gewisse Verbreitung haben auch große Crêpières mit 48 cm Durchmesser. Zum Auftragen des Teigs wird ein Teigrechen verwendet, der Rozell, womit die Crêpes- und Galettes-Teige sehr dünn ausgestrichen werden können: Bei Galettes wird eine durchschnittliche Dicke von weniger als einem Millimeter angestrebt.
Gusseiserne Platten müssen vor der ersten Benutzung „eingebrannt“ werden. Dabei wird in sechs bis zehn Durchgängen Fett sehr dünn auf die heiße Platte aufgetragen, was zu einer lange haltenden Fettschicht führt, die das Festkleben des Teigs auf der Platte verhindern soll. Dieser Vorgang muss gelegentlich wiederholt werden, wobei idealerweise zunächst die Platte abgeschliffen wird.
Als preisgünstige Alternative werden Crêpe-Pfannen angeboten, die sich durch einen dicken Boden und einen niedrigen Rand auszeichnen. In ihnen verläuft der Teig zu einer ebenen Fläche. Dabei werden die Crêpes und Galettes nicht so dünn wie auf einer Crêpière. Außerdem ist bei einer Crêpe-Pfanne die Hitze nicht so gleichmäßig verteilt wie bei einer Crêpière mit gusseiserner Platte.
Crêpe- und Galette-Bäcker sind in Frankreich Crêpieres.